# Folkets park, Malmö

Folkets park ligger vid Amiralsgatan, på Möllevången i Malmö och är världens äldsta folkrörelseskapade folkpark, efter den privat skapade Krokbornsparken i Hällefors. Den inrättades i början av 1800-talet som en privat park av Frans Suell. 1891 köptes parken av Socialdemokraterna. Hundra år senare, 1991, beslöt  majoriteten i Malmö kommun att parken skulle köpas upp av kommunen. Parken ändrade, under påtryckning från Malmö dåvarande borgerliga politiska majoritet, formellt namn till Malmöparken 1985, men namnet slog aldrig igenom och 1996 återgick parken till att formellt kallas Malmö Folkets park.

## Historik

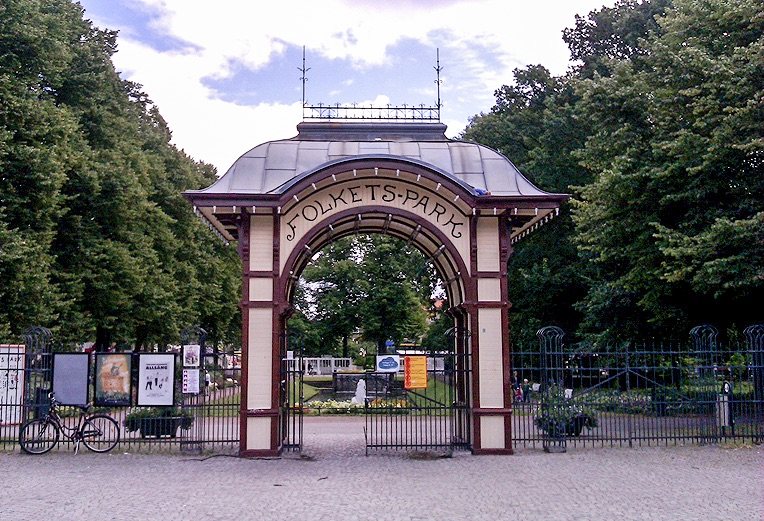
Ingång till Folkets park.

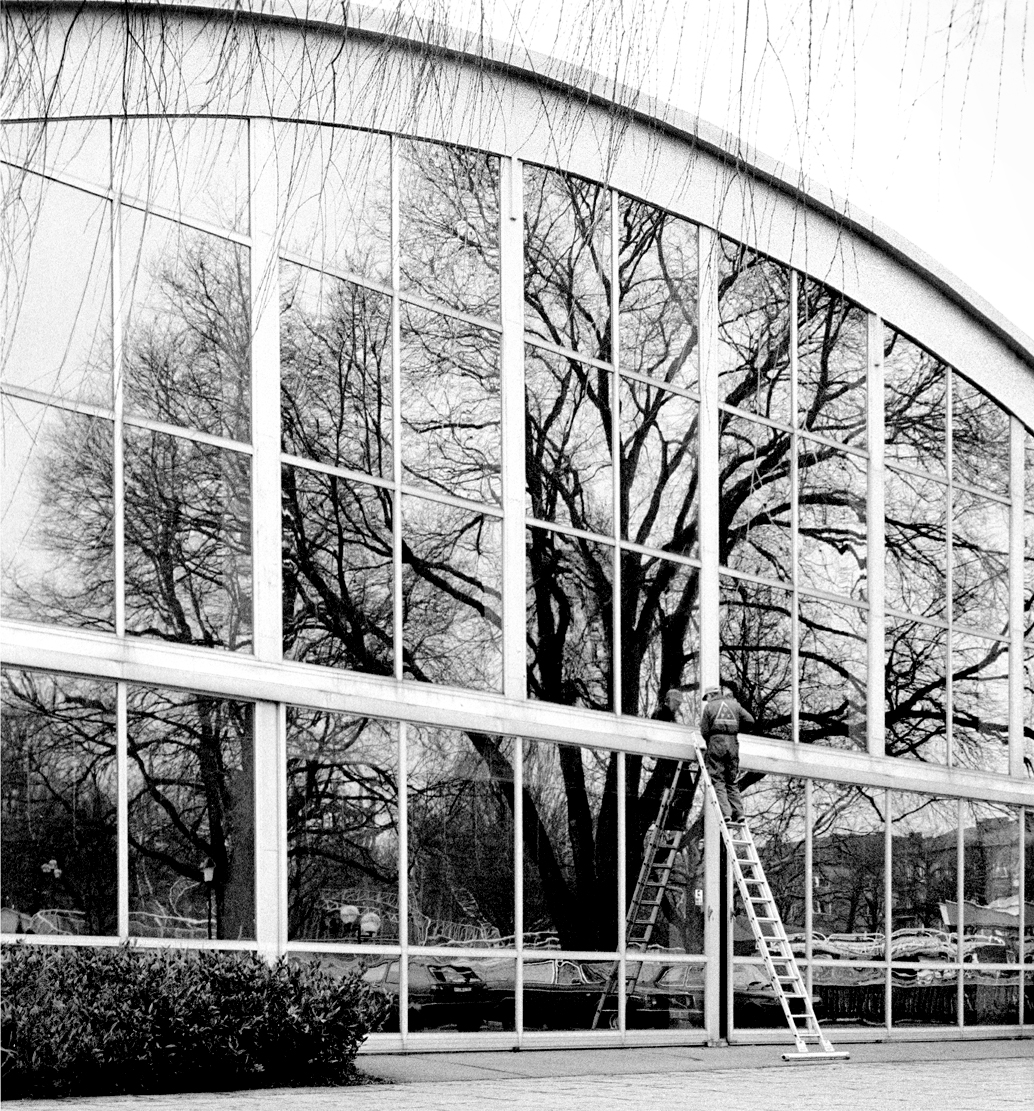
Amiralens baksida in mot Folkets Park 1987.

Frans Suell den yngre byggde 1796 Möllevångsgården eller Lugnet, som blev huvudbyggnaden i hans 140 tunnland stora jordbruksegendom.

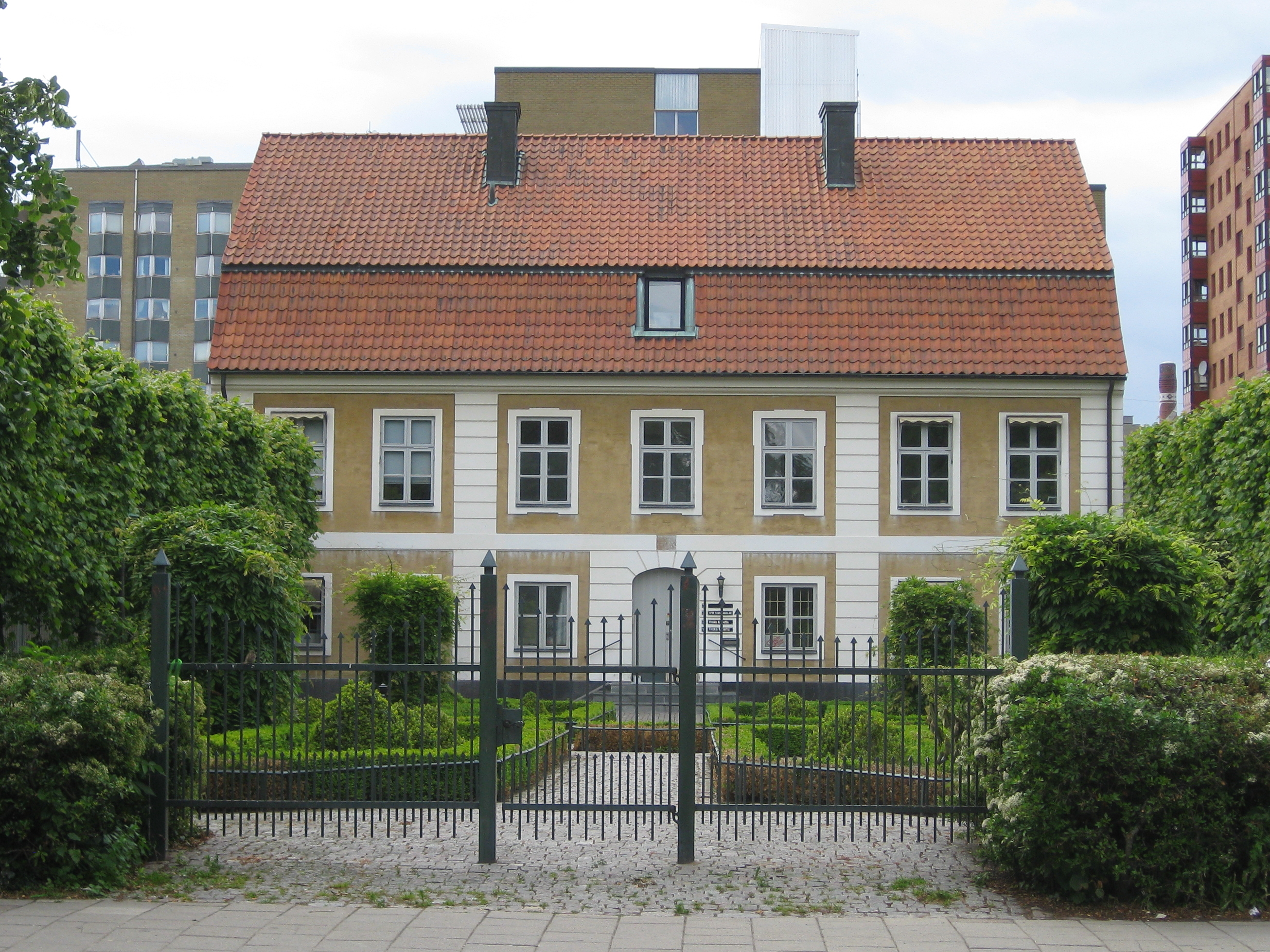
Möllevångsgården ligger fortfarande kvar utanför folkparkens gamla entré.

1807–1808 lät Suell framför Möllevångsgården bygga den park som senare ägare även använde till hälsobrunnsanläggning och ytflyktspark. Från denna tid är Jaktpaviliongen byggdes redan under denna tiden. Parken förföll dock i slutet av 1800-talet och började istället arrenderas ut till exempelvis nykterhetsrörelsen. Men även de drogs med dålig lönsamhet, så i mars 1891 lyckades arbetarrörelsen få arrendera parken. Arbetarrörelsen förvägrades vid denna tillgång till samlingsplatser av de ledande männen i staden. Troligen lyckades de få hyra endast eftersom ägarna av parken trodde att de hyrde ut till nykterhetsrörelsen, då förhandlaren även var engagerad i den folkrörelsen.
Folkets Park blev snabbt en succé då den nästan omedelbart blev en samlingsplats för arbetare. I augusti 1909 samlades mer än 13 000 arbetare i parken för att strejka. Från år 1926 fick Folkets park utåt sett en något mer politiskt neutral karaktär och karuseller började byggas. Folkets parks storhetstid inleddes i slutet av 1930-talet och fortsatte in på 1950-talets första hälft. Antalet besökare ökade under sommarsäsongen, och siffrorna steg från 4 000 till 5 500 besökare per dag. Rekordåret 1947 var besökssiffran 742 309 personer. År 1955 uppgick antalet besök i Folkets park till närmare 650 000. I början av 1960-talet halverades besökssiffran till 310 000, för att under början av 1970-talet krypa ner under 200 000.
Till en början trodde man att det bara var en tidsfråga innan parken återigen skulle väcka intresse, men efter hand insåg man att ointresset hade djupare orsaker. Projekt som en glashytta (Möllevångsgården) och uppsättning av nya scener i parken genomfördes på 1970-talet. Satsningarna gjorde att utgifterna växte alltmer. År 1991 beslöt kommunfullmäktige att lägga ner AB Malmö Folkets park, köpa in hela parken och ta över administrationen.

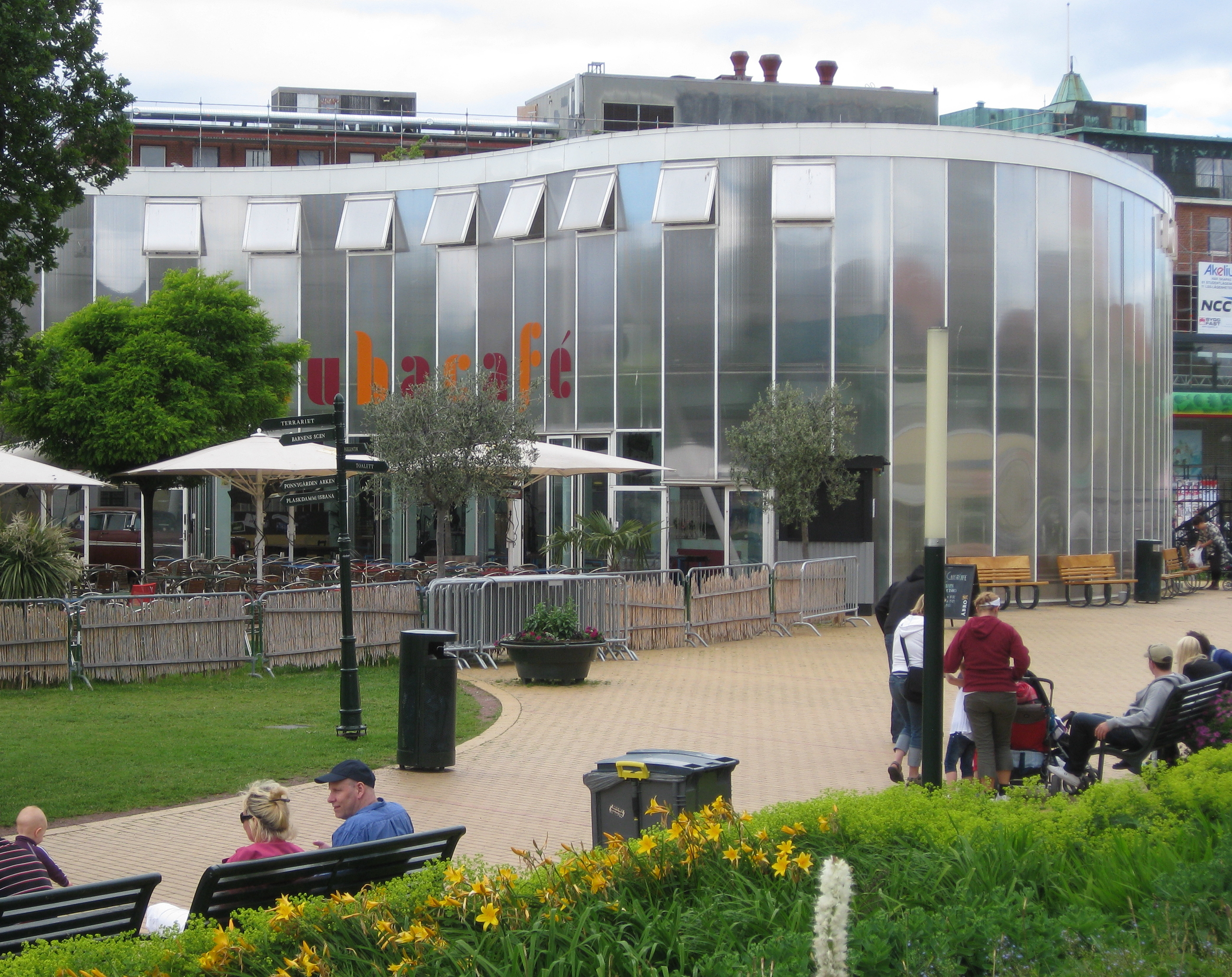
Cuba Café

Under 1990-talets senare år diskuterades planer på att bygga bostäder eller en skola i delar av parkens Amiralen-byggnad.
På grund av oro för Folkets parks drastiskt minskade popularitet beslöt kommunfullmäktige att under en femårsperiod driva parken i projektform. Från 2001 till 2006 drevs parken som ett projekt, där styrgruppen utgjordes av representanter från Gatukontoret, Malmö Fritid, Kultur Malmö, Stadsdelsförvaltningen för Södra Innerstaden, Stadsfastigheter och Kulturföreningen.
År 2006 talade flyktingministern i Palestinas islamistiska Hamas-regering under en konferens i parken arrangerad av Palestinska Föreningen i Malmö.
År 2006 uppskattades antal besökare upp till 900 000. Under somrarna är Folkets park fortfarande Malmös populäraste mötesplats och picknickställe. Barnens scen, Terrariet samt Ponnygården Arken har öppet året runt och lekplatserna är ännu de mest besökta. I norra delen av parken finns nöjeslokalen Karib Kréol, där det ofta arrangeras utomhuskonserter. Här finns även Science centret Cool Minds som genom kurser, workshops, drop in och födelsedagskalas verkar för att få barn och unga intresserade av vetenskap och teknik. För de små fanns fram till 2014 bland annat karuseller och den kända ”Barnens gård Arken & ridskola”, Karusellerna, som drevs i regi av Axels Tivoli försvann efter sommaren 2013, och Arken lades ned till följd av dålig ekonomi. 
Tillväxtverkets statistik över Sveriges mest besökta turistmål listar parken som nummer två i landet med 2 857 058 besökare år 2010.

## Attraktioner

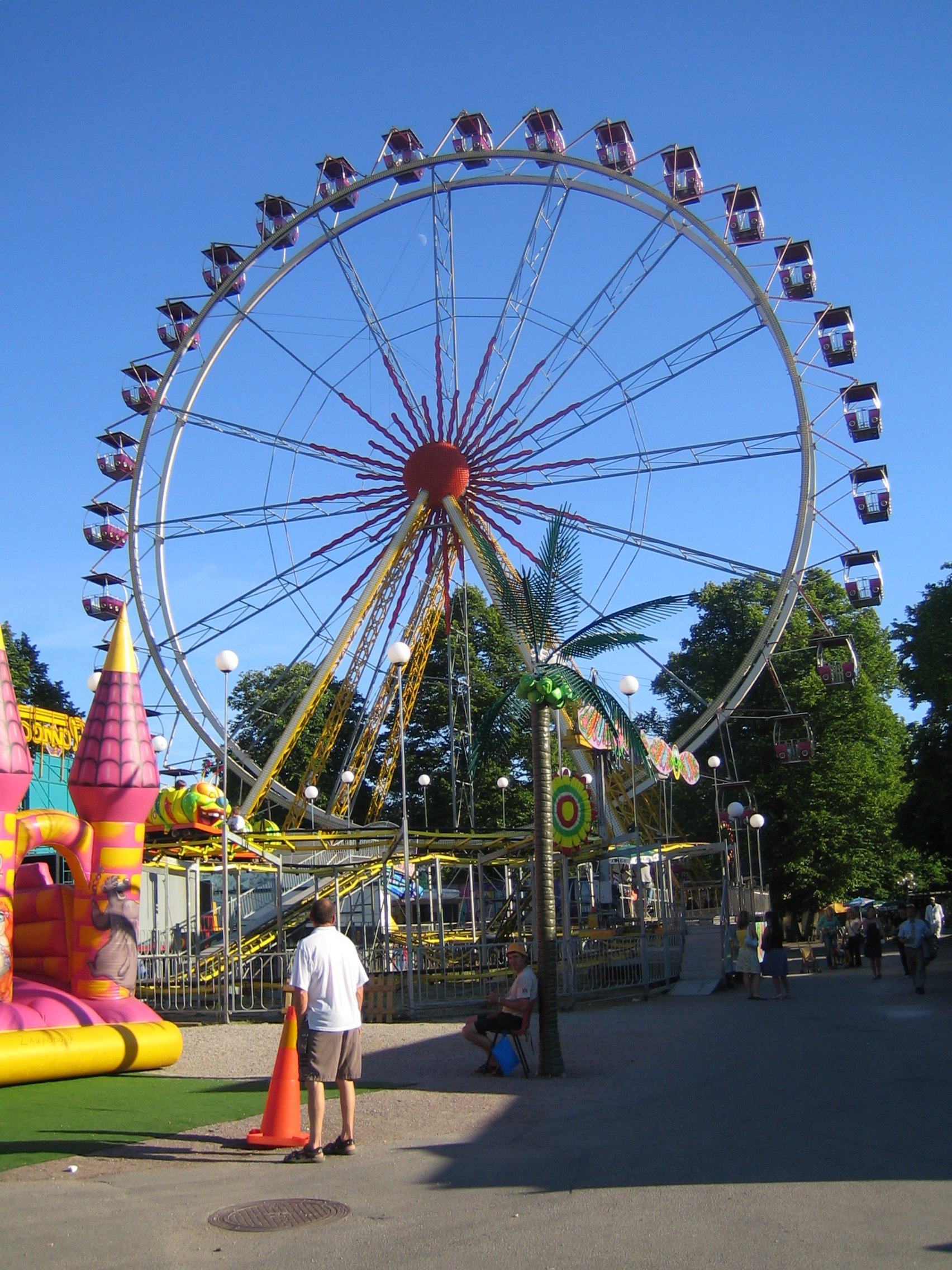
Pariserhjulet, numera borttaget, och lekparken

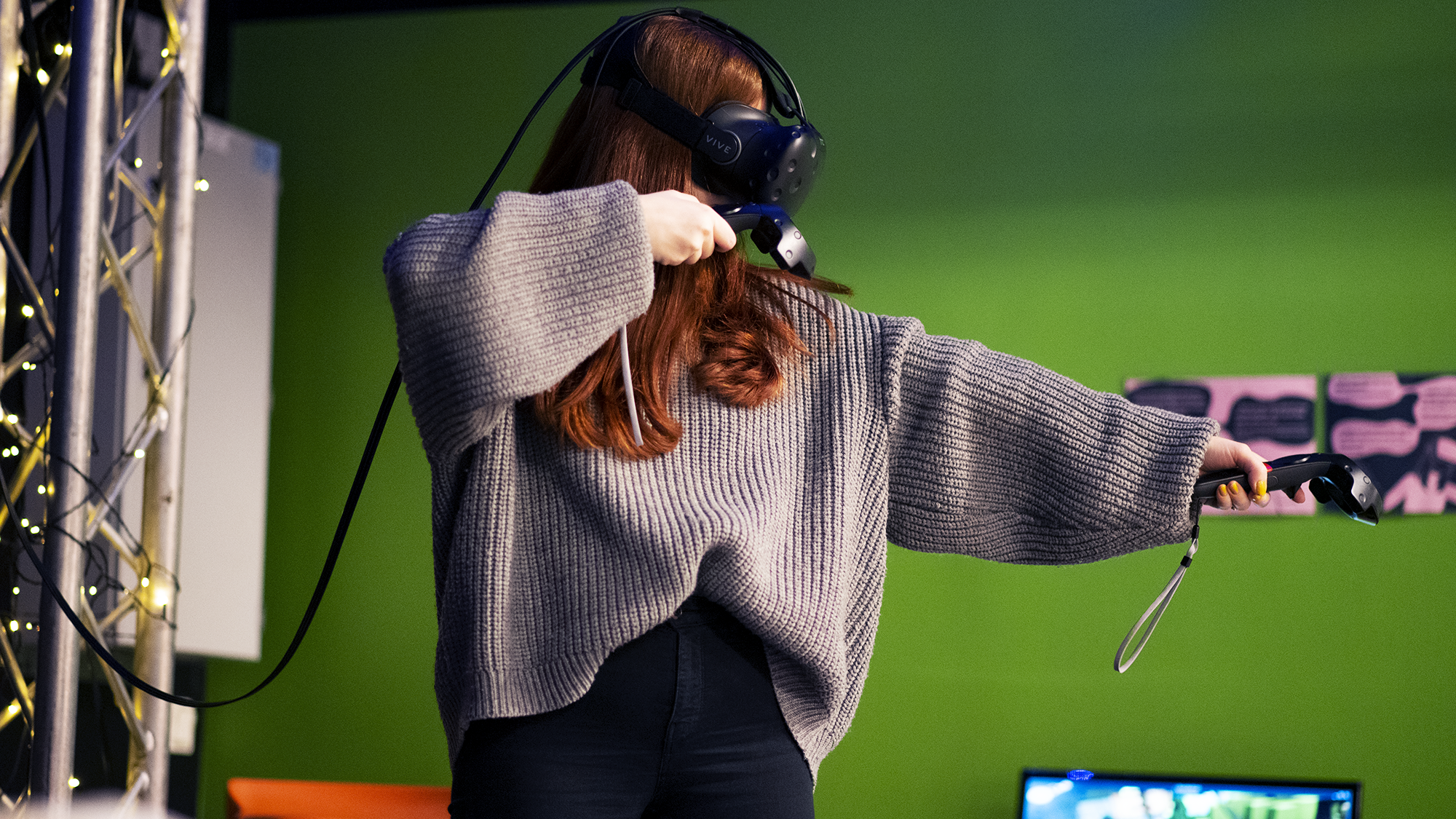
På Cool Minds kan man uppleva Virtual Reality

- Far i Hatten
- Amiralen
- Moriska Paviljongen
- Nöjesteatern
- Malmö Reptilcenter ("Terrariet")
- Barnens scen
- Äventyrsgolf
- Lekplatser
- Plaskdammen
- Parkgrillen
- Brändan
- Hoppkudde
- Cykelsafari
- Skateboard miniramp
- Bokboden
- Kastanjekiosken
- Barnkalas i Folkets Trädgård
- Barnloppis
- Jaktpaviljongen
- Vänskapstorget
- Cool Minds

## Ny installation i parken
En anläggning som skapar konstgjord dimma som virvlar över Spegeldammen invigdes 2007. Anläggningen består av en vattenpump och över hundra små munstycken som är monterade längs med ena kortändan och en bit upp på långsidorna av dammen. Dessa finfördelar vanligt vatten till en vattendimma, som är helt ofarlig att andas in.

## Grönt i Parken
2007 planterades ca 70 nya träd samt tusentals växter och lökar i Folkets park, och i året därpå ytterligare ca 10 exotiska träd, bl.a. palmer. Mellan spegeldammen och ponnygården finns det en woodlandplantering. Därunder växer det bland annat ormbunkar, vintergäck och engelska klockhyacinter.

## Utmärkelse
Stapelbäddsparken, Scaniabadet, Folkets park och Kulturhuset Mazetti ansåg Boverkets stadsmiljöråd vara de viktigaste delarna av det nya löftesrika Malmö. Motivering för Malmö stad var en ”kulturskapande och spontana användning av stadens allmänna platser som har utformat attraktiva mötesplatser som är till för stadens alla invånare och som stärker den sociala sammanhållningen i staden”.

## Direktörer
- 1893–1923 Petter Weiland
- 1923–1935 Anders Hellquist
- 1936–1938 Sigge Gardell
- 1938–1961 Harald Lindvall
- 1961–1969 Lennart Jonsson
- 1969–1981 Kurt Pettersson
- 1981–1985 Dan Brossing
- 1985–1989 Jan Olof Nilsson
- 1989 Arne Köhler